# Poskea
Poskea, biljni rod polugrmova i grmova iz porodice trpučevki čija je rasprostranjenost ograničena na Somaliju, Jemen i Sokotru
Ime roda Poskea je u čast Friedricha Poskea (1852. – 1925.), njemačkog učitelja i prirodoslovca u Berlinu.

## Vrste
1. Poskea africana Vatke
2. Poskea socotrana (Balf.f.) G.Taylor